# 伍士塔克流行音樂中心
「伍士塔克流行音樂中心」( Woodstock Pop Music Center，1996年-2002年 )，位于台灣新北市。音樂教育機構。演藝經紀組織。全國熱門音樂大賽主辦單位。大型音樂活動承辦單位。全國創作樂團聯盟。

## 組織
- 1996 - 由台灣音樂家 許厥恆、張健鋒，創設於臺北縣板橋市。

- 1997 - 搬遷至台北縣永和市永貞路，改組後，增設「樂器事業部」。
- 1998 - 新設『娛樂事業處』，下設「活動公關部」與「演藝經紀部」。
- 2002 - 搬遷至台北縣中和市中和路。

## 重要事件
- 1998 - 舉辦(試辦) 「第零屆 - Woodstock 全國熱門音樂大賽」。
- 1999 - 舉辦(正式) 「第一屆 - Woodstock 全國熱門音樂大賽」。
  - 第三名得獎樂團 Bee3，由 華納唱片 公司簽約 ( 美國 Warner Bros. Records 台灣分公司 ) 發行，改名「六甲樂團」，後再改名「化學猴子」 。

- 2000 - 成立「WOBU 全國創作樂團聯盟」(Woodstock Original Bands Union)。旗下登錄 88 組台灣創作樂團。

- 2000 - 於台北 京華城 舉辦「FLY-WOODS 全國熱門音樂大賽」初賽，參賽團體 50 餘組。連續演唱 10 小時。
- 2000 - 於國際連鎖餐廳 Hard Rock Cafe (台北) 舉辦「FLY-WOODS 全國熱門音樂大賽」記者會及總決賽。
  - 首次向台灣引進 視覺系、黑死系 等音樂風格與表演形式，並透過電子媒體進行專題報導。總冠軍 潑猴 (樂團) ，由 華納唱片 公司簽約與發行。

- 2000 - 籌辦台灣屏東 / 墾丁地區之官方千禧年(2000年)跨年活動。並帶領『WOBU 全國創作樂團聯盟』旗下 10 組樂團，進行 8 小時跨年表演，現場匯聚約2萬民眾。
- 2000 - 「WOBU 全國創作樂團聯盟」旗下樂團 20 組，前往桃園 台茂購物中心 ，進行每周兩天之駐唱，共計半年。亦協助旗下樂團於台灣諸多商業表演場地登台獻唱。

- 2001 - 與屏東政府 於墾丁辦理「海嘯之歌」音樂祭，連續演出三天兩夜。參與樂團 50 餘組。為台灣音樂史上第一個官方版的樂團音樂祭。
  - 本活動造成 台視 將主播台搬到活動現場，成為國內「電視新聞」在戶外播報的首例，並持續進行三天。眾家電子媒體亦以 SNG 車現場連線，全程採訪與報導。民視新聞 則進行持續一週的深度報導。[1]